# 华盛顿·格拉登
华盛顿·格拉登（英語：Washington Gladden，1836年2月11日—1918年7月2日），美国公理会牧师、神学家，社会福音运动的早期代表人物之一。生于宾夕法尼亚州伯茨格娄夫的一个农场主家庭。1959年从威廉斯学院毕业，成为牧师。1875年成为社会福音派布道者。1871年任《纽约独立报》宗教编辑。1882年至1914年在俄亥俄州哥伦比亚公理会任职。1904年成为公理会全国委员会主席。
格拉登早期的主要著作《劳动人民及其雇主》是他关于劳工问题演讲的结集。《工具和人：基督教律法下的贫穷和工业》（1893）进一步阐明基督教个体与社会的关系，“没有人能够独自被救赎和拯救；如果社会中的个人没有重生，没有社会能进行改革和提高”。在《劳工问题》（1911）中，他提出资本家与劳工具有相同的罪，他们可以通过相互关心来增进关系、互相促进。他鼓励工人自己争取更高的生存条件。在格拉登看来，社会联系的削弱让世界形同地狱，只有回归上帝那里的爱，才能使人间的生活变成天堂。上帝之国只能在地上发现，其边界稳步扩大。教会则是上帝之国的先锋。格拉登的理想是宗教化的生活，他反对特权，也拒绝共产主义和平均主义。